# يان تشب
يان تشب (بالإنجليزية: Ian Chubb)‏ هو عالم أعصاب وبروفيسور أسترالي، ولد في 17 أكتوبر 1943 في ملبورن في أستراليا.